# Rapatea fanshawei
Rapatea fanshawei är en gräsväxtart som beskrevs av Bassett Maguire. Rapatea fanshawei ingår i släktet Rapatea och familjen Rapateaceae.

## Underarter
Arten delas in i följande underarter:
- R. f. fanshawei
- R. f. minor